# Лі Хе Ін (фігуристка)
Хе Ін Лі (кор. 이해인; нар. 16 квітня 2005, Теджон, Південна Корея) — південнокорейська фігуристка, що виступає в жіночому одиночному катанні. Срібна призерка Чемпіонату світу (2023), чемпіонка (2023) та срібна призерка (2022) Чемпіонату чотирьох континентів. Срібна (2020) та бронзова (2019, 2021, 2022, 2023) призерка Чемпіонату Південної Кореї.
Станом на 11 травня 2025 року посідає 22-е місце в рейтингу Міжнародного союзу ковзанярів.

## Біографія
Народилась 16 квітня 2005 року в Теджоні, Південна Корея. Почала кататися на ковзанах у 2013 році.

## Спортивна кар'єра

#### Сезон 2017—2018
У січні 2018 року на Чемпіонаті Південної Кореї серед дорослих фігуристка посіла 9 місце.

#### Сезон 2018—2019
У сезоні 2018–2019 вона дебютувала в юніорській серії Гран-прі ISU. У січні 2019 року на Чемпіонаті Південної Кореї серед дорослих вона виграла бронзову медаль. У березні 2019 року Хе Ін Лі разом з фігуристкою Ю Йон представляла Південну Корею на Чемпіонаті світу серед юніорів в Загребі, Хорватія. Вона посіла 14-е місце в короткій програмі та 7-е в довільній, ставши восьмою в загальному заліку.

#### Сезон 2019—2020
У липні 2019 року Хе Ін Лі брала участь у кваліфікаційних змаганнях ISU Junior Grand Prix Korean, де вона посіла перше місце в короткій і довільній програмах. В загальному заліку також стала першою. Після змагань її було відібрано та призначено на два юніорські змагання Гран-прі ISU: юніорський етап Гран-прі Латвії та юніорський етап Гран-прі Хорватії. На етапі Гран-прі Латвії вона стала третьою корейкою, яка коли-небудь ставала чемпіонкою Гран-прі ISU серед юніорів, після Кім Йон А і Кім Хе Джин. У короткій програмі вона фінішувала третьою, поступившись Майї Хромих і Дарії Усачовій з Росії. Посіла перше місце у довільній програмі і в загальному заліку. Вона встановила особисті рекорди в короткій і довільній програмах і в загальному заліку. На етапі Гран-прі Хорватії вона посіла друге місце в короткій програмі з новим особистим рекордом. Після довільної програми, у якій вона знову встановила новий особистий рекорд, фігуристка посіла перше місце в загальному заліку з новим особистим рекордом 203,40 бала. За результатами двох етапів Гран-прі пройшла до Фіналу юніорського Гран-прі. Вона стала третьою корейкою, яка пройшла у Фінал Гран-прі після Кім Йон А та Йе Лім Кім. Змагаючись у фіналі юніорського Гран-прі в Турині, Лі посіла шосте місце в короткій програмі та четверте в довільній, ставши п'ятою в загальному заліку.
На Чемпіонаті світу серед юніорів 2020 в Таллінні Лі завоювала срібну медаль за коротку програму, поступившись росіянці Камілі Валієвій, яка виграла золото, і випередила Дарію Усачову, яка завоювала бронзу. У довільній програмі вона впала під час спроби виконати потрійний фліп, що призвело до шостого місця в довільній програмі та п’ятого у загальному заліку.

#### Сезон 2020—2021
Оскільки пандемія значно обмежила міжнародні можливості для корейських фігуристів, Лі не змагалася ні на Челленджері, ні на етапах Гран-Прі. Натомість вона дебютувала серед дорослих на Чемпіонаті Південної Кореї 2021. Посівши друге місце в короткій програмі та четверте у довільній, вона завоювала бронзову медаль у загальному заліку.
Посіла десяте місце на Чемпіонаті світу.

#### Сезон 2021—2022
Лі дебютувала на Skate Canada International 2021, де посіла сьоме місце. Вона була десятою на Internationaux de France 2021. На Чемпіонаті Південної Кореї 2022, фінальній кваліфікації Олімпійської збірної Південної Кореї, Лі виграла бронзову медаль, не потрапивши до Олімпійської збірної.
Усім трьом національним медалістам було призначено змагатися на Чемпіонаті чотирьох континентів 2022 в Таллінні, де Лі посіла друге місце в обох програмах і завоювала срібну медаль в загальному заліку, поступившись японській фігуристці Маї Міхарі. 
Хе Ін Лі замінила Йе Лім Кім на Чемпіонаті світу 2022 і посіла на ньому сьоме місце.

#### Сезон 2022—2023
Лі розпочала сезон двома змаганнями Челленджер, вигравши бронзову медаль на 2022 CS Nepela Memorial, а потім ставши четвертою на 2022 CS Finlandia Trophy. Посіла четверте місце в загальному заліку на Skate America 2022 та Grand Prix de France 2022. На Чемпіонаті Південної Кореї 2023 Лі виграла бронзову медаль. На Чемпіонаті чотирьох Континентів 2023 в Колорадо-Спрінгс виграла золоту медаль. Вона стала другою корейкою після Кім Йон А, яка виграла цей чемпіонат.
На Чемпіонаті світу 2023 року в Сайтамі Лі посіла друге місце в короткій програмі з результатом 73,62 бала, а потім виграла довільну програму з результатом 147,32 бала. Вона виграла срібну медаль із загальним результатом 220,94 бала і стала першою південнокорейською фігуристкою, яка виграла медаль Чемпіонату світу через десять років після Кім Йон А у 2013 році.
У 2023 році Південна Корея вперше кваліфікувалася на Командний чемпіонат світу з фігурного катання, який проходив у квітні в Токіо. У короткій програмі фігуристка посіла перше місце, набравши 76,90 балів. У довільній програмі вона також стала першою, набравши 148,57 балів. У результаті команда Південної Кореї виграла срібну медаль, великий внесок для команди зробили Хе Ін Лі та Чха Джун Хван.

#### Сезон 2023—2024

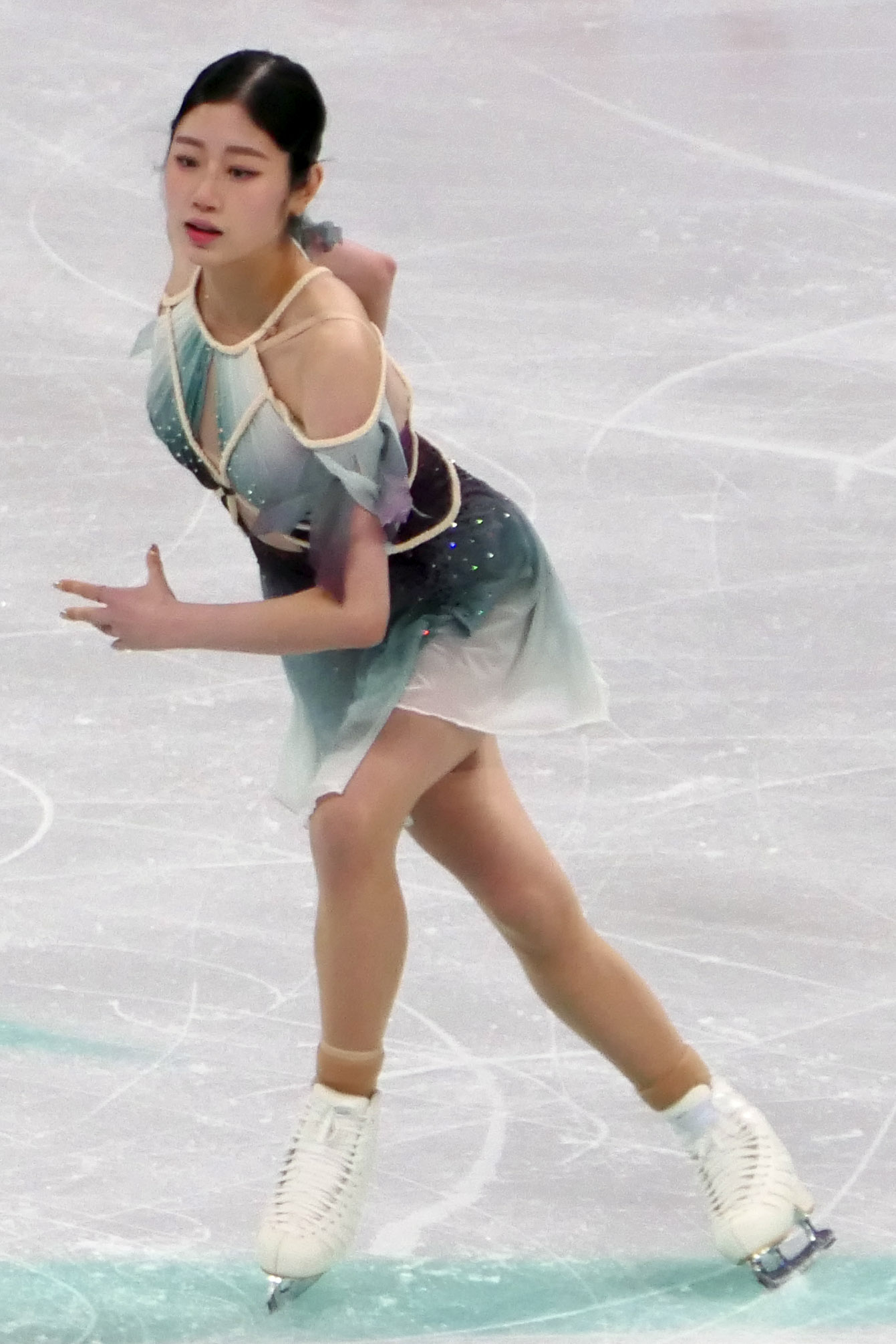
Лі виступає на Чемпіонаті світу 2024 року

Хе Ін Лі розпочала сезон на Меморіалі Ондрея Непели, вигравши срібну медаль. Тижнем пізніше вона виграла ще одну срібну медаль під час виступу на Shanghai Trophy.
Її було призначено на два етапи Гран-прі: Grand Prix de France та NHK Trophy. На етапі Гран-прі у Франції вона посіла третє місце в короткій програмі і п'яте в довільній, та стала четвертою у загальному заліку. На NHK Trophy фігуристка посіла третє місце в короткій програмі і шосте в довільній, ставши четвертою у загальному заліку.
На Чемпіонаті Південної Кореї посіла друге місце, поступившись Сін Джиї. На Чемпіонаті чотирьох континентів 2024 Хе Ін посіла 11-те місце в короткій програмі і 9-те в довільній, ставши в результаті 11-тою. На Чемпіонаті світу 2024 посіла третє місце в короткій програмі і 12-те у довільній, де припустилася кількох помилок. У загальному заліку стала шостою.

#### Сезон 2024—2025: Дискваліфікація та повернення
У червні 2024 року в ЗМІ з'явилася інформація про те, що Союз ковзанярів Кореї усунув двох фігуристок національної збірної. Як повідомляє джерело, під час травневого збору корейської збірної в Італії «фігуристка А» та «фігуристка В» разом вживали алкогольні напої, а потім «фігуристка А» у стані алкогольного сп'яніння сексуально домагалася до «фігуриста C», а у цей час «фігуристка B», перебуваючи в тій же кімнаті, фотографувала те, що відбувається. За підсумками розслідування було ухвалено такі рішення: дискваліфікувати «фігуристку А» на 3 роки, «фігуристку B» — на 1 рік, «фігуристу C» оголосити догану за відвідування жіночого гуртожитку, а одного з тренерів збірної усунути на 3 місяці за недбалість.
Спочатку Союз ковзанярів Кореї не розкривав особи учасників події, проте шанувальники фігурного катання впізнали їх за костюмами, які були показані в телевізійному репортажі. Вони зробили висновок, що «фігуристка А» — це 19-річна Хе Ін Лі, «фігуристка В» — 20-річна Ю Йон, «фігурист С» — 15-річний Мін Гю Со. Пізніше Хе Ін Лі дала телевізійне інтерв'ю, в якому спростувала звинувачення в сексуальних домаганнях. Крім того, у своєму Instagram фігуристка зазначила, що раніше перебувала у стосунках з «фігуристом C» і знову зійшлася з ним під час зборів в Італії, тому своїми діями вона лише «виражала симпатію» до хлопця, а також вибачилася за вживання алкогольних напоїв, сказавши, що шкодує про свій вчинок. Крім того, спортсменка виклала особисте листування із Мін Гю Со, з якого можна зробити висновок про романтичні стосунки між ними.
Пізніше адвокат Хе Ін також заявив, що федерація «неправильно зрозуміла факти», оскільки не була проінформована про те, що молодь перебувала у стосунках. Адвокат додав, що була подана заявка до Комісії з етики на повторний розгляд, для повного пояснення деталей події. Одночасно із заявою виступив і адвокат «фігуриста C» — за його словами, фігуристка поцілувала хлопця у шию, залишивши засос, через що «фігурист C» зазнав «сильного психологічного потрясіння», у зв'язку з чим був змушений звернутися до психолога, оскільки йому було важко тренуватися з через те, що трапилося. Спортивний та Олімпійський комітети Кореї розглянуть апеляцію Хе Ін Лі наприкінці серпня або на початку вересня. Якщо після повторного розгляду справи дискваліфікація залишиться в силі, спортсменка зможе подати апеляцію до суду. Якщо ж Хе Ін Лі все ж таки дискваліфікують на 3 роки, вона пропустить Зимові Олімпійські ігри 2026 в Мілані.
У серпні апеляція Хе Ін була відхилена. Того ж місяця її та Ю Йон зняли з етапу Гран-прі Skate America, який був запланований на жовтень 2024 року. Вона також була відсторонена від етапу NHK Trophy в Японії, запланованого на листопад того ж року. Батько фігуристки заявив, що через скандал його донька замислилася про закінчення спортивної кар'єри, адже не хоче носити клеймо сексуальної злочиниці.
12 листопада 2024 року Східний окружний суд Сеула послався на тимчасову заборону призупинити дисциплінарне стягнення, накладене Корейським союзом ковзанярів на фігуристку. Таким чином, її трирічну дискваліфікацію було скасовано. Після цього було оголошено, що Хе Ін Лі планує взяти участь у щорічних рейтингових змаганнях Президентського кубка наприкінці листопада.
Виступаючи на своєму першому після відсторонення змаганні Financial National Men's and Women's Figure Skating Chairman's Cup, Хе Ін Лі посіла п'яте місце в загальному заліку, набравши 190,63 бала і кваліфікувавшись до Чемпіонату чотирьох континентів 2025. Після змагання вона сказала: «Я справді вдячна, що можу стояти на сцені під час свого повернення. Я вдячна всім, хто дав мені можливість, і мені шкода, що я спричинила велике розчарування через недоліки. Це повернення — не просто початок гри, а відправна точка нової рішучості. Завдяки цій можливості я відроджуся як більш зріла і відповідальна спортсменка. Особливо для національної збірної. Я хочу повернути дорогоцінну позицію представниці і стати фігуристкою, яка може повністю витримати цю вагу». Про свою дискваліфікацію та повернення вона сказала: «Це було справді важко, і було багато моментів, коли я відчувала, що збираюся зламатися, але я набрала сили завдяки повідомленням підтримки. Я чула, як багато вболівальників аплодували. Я також хотіла подивитися на них сьогодні очима. Я просто відчуваю вдячність. Мені здається, я відчуваю найбільше щастя, тому що можу стояти перед шанувальниками».
На Чемпіонаті Південної Кореї 2025 року посіла шосте місце. На Чемпіонаті чотирьох континентів 2025 року в Сеулі посіла десяте місце в короткій програмі та восьме у довільній. У загальному заліку посіла восьме місце.

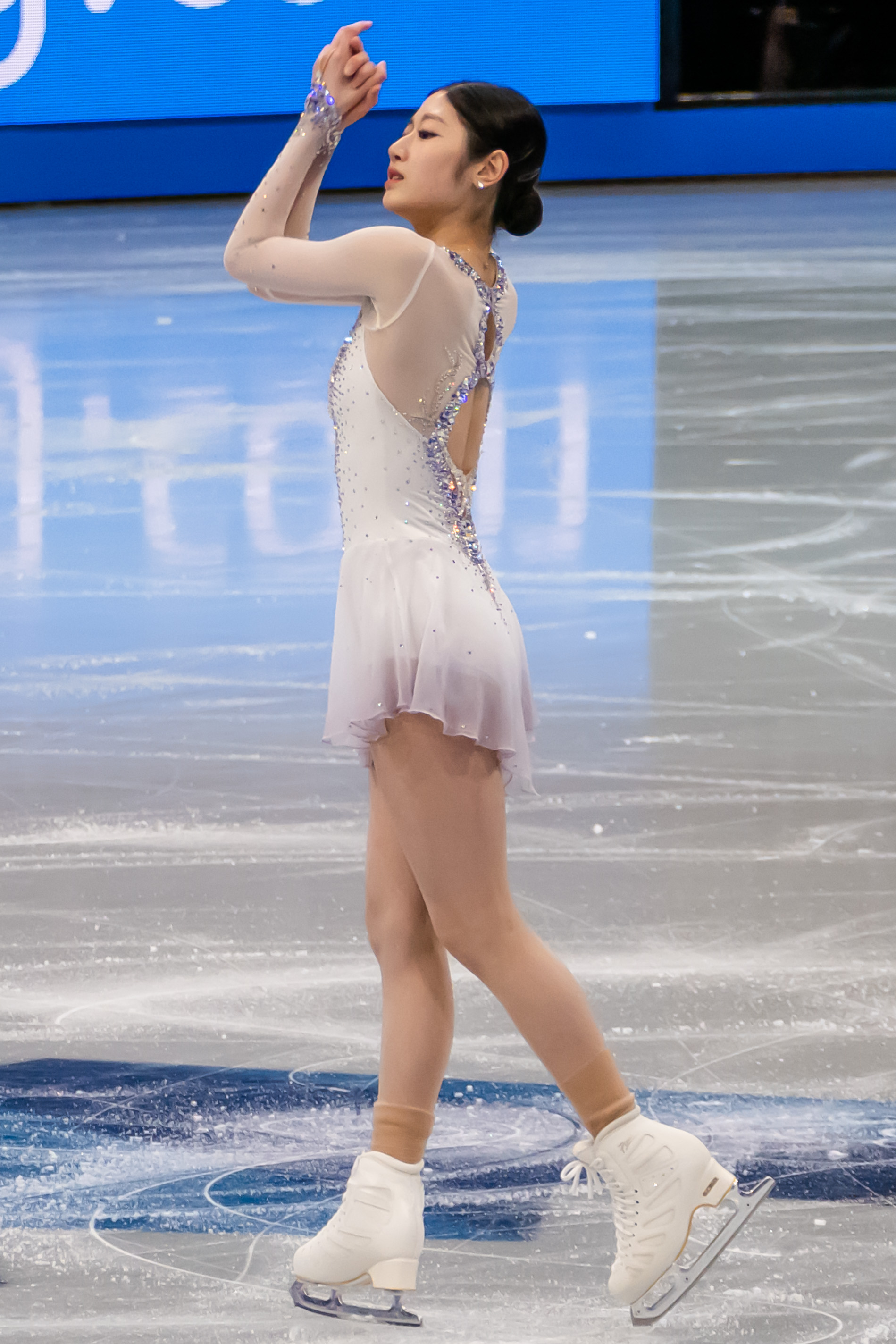
Лі виступає на Чемпіонаті світу 2025 року

На Чемпіонаті світу 2025 року фігуристка посіла сьоме місце в короткій програмі та десяте у довільній. У загальному заліку фінішувала дев'ятою.

## Програми
| Сезон     | Коротка програма | Довільна програма | Показові номери |
| --------- | --- | --- | --- |
| 2024—2025 | - «XO» - «Alien Superstar» Бейонсе. Хореограф-постановник Іван Рігіні                                                                          | - «Ark Ascending» Ursine Vulpine - «Without You» Ursine Vulpine & Annaca                                                                             | |
| 2023—2024 | - «Seirenes («Sirens»)» - «Haktan Gelen Serbeti («The Drink from God»)» Крістофер Тін. Хореографиня-постановниця: Лорі Нікол, Кароліна Костнер | - «Нотр-Дам де Парі»: - «Les sans-papiers» - «Vivre» - «Danse mon Esmeralda» Ріккардо Коччанте, Елен Сегара. Хореографиня-постановниця: Ше-Лінн Бурн | - «Gravity» Сара Барелліс. Хореографиня-постановниця: Джої Рассел - «Pink Venom» Blackpink. Хореографиня-постановниця: Міша Ге |
| 2022—2023 | - «Storm» Ерік Редфорд. Хореографія: Том Діксон                                                                                                | - «Привид Опери» Ендрю Ллойд Веббер. Хореографія: Ше-Лінн Бурн                                                                                       | - «Never Enough» (з фільму «Найвеличніший шоумен»; у виконанні Лорен Оллред). Хореографія: Скотт Браун, Алекса Чанг - «After Like» Ive - «Ave Maria» Франц Шуберт (у виконанні Хелена Фішер). Хореографія: Сін Йеджи - «Rollin'» Brave Girls |
| 2021—2022 | - «Ave Maria» Франц Шуберт (у виконанні Хелены Фішер). Хореографія: Сін Йеджи                                                                  | - «Homage to Korea» Джи Пьон Квон. Хореографія: Сін Йеджи                                                                                            | - «Rollin'» Brave Girls |
| 2020—2021 | - «Ave Maria» Франц Шуберт (у виконанні Хелени Фішер). Хореографія: Сін Йеджи                                                                  | - «Чорний лебідь» (саундтрек) Клінт Менселл. Хореографія: Сін Йеджи                                                                                  | |
| 2019—2020 | - «Ноктюрн» Фридерік Шопен. Хореографія: Скотт Браун                                                                                           | - «Firedance» (з шоу «Riverdance»). Хореографія: Сін Йеджи                                                                                           | - «I Wanna Dance with Somebody» (з фільму «Ну хіба не романтично?»; у виконанні Пріянки Чопри) - «Never Enough» (з фільму «Найвеличніший шоумен»; у виконанні Лорен Оллред). Хореографія: Скотт Браун, Алекса Чанг                           |
| 2018—2019 | - «Never Enough» (з фильму «Найвеличніший шоумен») Лорен Оллред. Хореографія: Скотт Браун, Алекс Чанг                                          | - «Вестсайдська історія» Леонард Бернстайн. Хореографія: Скотт Браун, Алекс Чанг                                                                     | |

## Спортивні досягнення
| Змагання                            | 17/18      | 18/19      | 19/20      | 20/21      | 21/22      | 22/23      | 23/24      | 24/25      |
| Міжнародні                          | Міжнародні | Міжнародні | Міжнародні | Міжнародні | Міжнародні | Міжнародні | Міжнародні | Міжнародні |
| ----------------------------------- | ---------- | ---------- | ---------- | ---------- | ---------- | ---------- | ---------- | ---------- |
| Чемпіонати світу                    |            |            |            | 10         | 7          | 2          | 6          | 9          |
| Чемпіонати чотирьох континентів     |            |            |            |            | 2          | 1          | 11         | 8          |
| Етап Гран-прі. Skate America        |            |            |            |            |            | 4          |            |            |
| Етап Гран-прі. Skate Canada         |            |            |            |            | 7          |            |            |            |
| Етап Гран-прі. NHK Trophy           |            |            |            |            |            |            | 4          |            |
| Етап Гран-прі. Grand Prix de France |            |            |            |            | 10         | 4          | 4          |            |
| Finlandia Trophy                    |            |            |            |            |            | 4          |            |            |
| Меморіал Ондрея Непели              |            |            |            |            |            | 3          | 2          |            |
| Shanghai Trophy                     |            |            |            |            |            |            | 2          |            |
| Egna Trophy                         |            |            |            |            | 2          |            |            |            |
| Triglav Trophy                      |            |            |            |            | 1          |            |            |            |
| Національні                         |            |            |            |            |            |            |            |            |
| Чемпіонат Південної Кореї           | 9          | 3          | 2          | 3          | 3          | 3          | 2          | 6          |
| Міжнародні юніорські                |            |            |            |            |            |            |            |            |
| Чемпіонат світу серед юніорів       |            | 8          | 5          |            |            |            |            |            |
| Фінал Гран-прі                      |            |            | 5          |            |            |            |            |            |
| Етап юніорського Гран-прі. Хорватія |            |            | 1          |            |            |            |            |            |
| Етап юніорського Гран-прі. Латвія   |            |            | 1          |            |            |            |            |            |
| Етап юніорського Гран-прі. Словенія |            | 3          |            |            |            |            |            |            |
| Етап юніорського Гран-прі. Австрія  |            | 4          |            |            |            |            |            |            |
| Asian Trophy                        |            | 1          |            |            |            |            |            |            |
| Діти Азії                           |            | 5          |            |            |            |            |            |            |